# بريزيدنتي نيريو
بريزيدنتي نيريو بلدية في ولاية سانتا كاتارينا في المنطقة الجنوبية من البرازيل.